# Untranslatierte Region
Als untranslatierte Region (auch untranslatierter Bereich – englisch untranslated region, abgekürzt UTR) wird in der Molekularbiologie ein Randbereich der mRNA bezeichnet, der nicht für das eigentliche Protein codiert.
Eine mRNA codiert für ein bestimmtes Protein, wenn bei der Translation durch Ribosomen die Aminosäuresequenz seiner Polypeptidkette anhand der im Transkript vorgelegten Basensequenz synthetisiert wird. Doch enthält die Nukleotidsequenz einer mRNA daneben in der Regel auch Regionen, die dabei nicht translatiert werden.
In der mRNA von Prokaryoten sind dies zwei zwar transkribierte, doch untranslatierte Randbereiche einer mRNA an ihren Enden: am 5′-Ende eine Region als 5′-UTR, und am 3′-Ende eine Region als 3′-UTR. Die 5′-UTR reicht vom Transkriptionsstartpunkt bis vor das Translations-Startcodon, die 3′-UTR beginnt hinter dem Translations-Stopcodon und reicht bis zum Transkriptionsendpunkt.
Auch in der mRNA von eukaryoten Zellen finden sich diese beiden Regionen, wobei die 5′-UTR einige hundert Nukleotide lang sein kann, die 3′-UTR gar über tausend. Außer diesen trägt eine mRNA in Eukaryoten noch als (nicht transkribierte) untranslatierte Bereiche davor die 5′-Kappe und dahinter den poly-A-Schwanz (siehe Abbildung).

Schematische Darstellung einer menschlichen mRNA. Durchschnittlich ist eine 5′-UTR etwa 170 Nukleotide und eine 3′-UTR rund 700 Nukleotide lang.

## 5′-UTR
Die 5′-UTR (5′ untranslatierter Bereich, sprich 5-strich-UTR; englisch five prime untranslated region), auch als Leader-Sequenz bezeichnet, ist eine bestimmte Region des mRNA-Transkripts – beziehungsweise auch jenes DNA-Abschnitts, welcher für diese mRNA codiert. Diese Region beginnt am Transkriptionsstartpunkt (Position +1) und endet vor dem Translationsstartcodon des für Protein codierenden Bereichs. Normalerweise beinhaltet diese Sequenz eine ribosomale Bindungsstelle (RBS), in Bakterien auch bekannt als Shine-Dalgarno-Sequenz.
In der 5′-UTR können verschiedene regulatorische Sequenzen liegen:
- Bindestellen für Proteine, welche die Stabilität der mRNA oder deren Translation beeinflussen können.
- Regulatorische Elemente, welche unabhängig von Proteinen arbeiten, wie zum Beispiel Riboswitches.
- Sequenzen, welche die Initiation der Translation einleiten.

## 3′-UTR
Die 3′-UTR (3′ untranslatierter Bereich, sprich 3-strich-UTR; englisch three prime untranslated region) ist eine Region des mRNA-Transkripts, welche sich an den für Protein codierenden Bereich anschließt. Sie beginnt hinter dem Stopcodon und reicht – in eukaryotischen Zellen – bis zum Polyadenylierungsbeginn.
In der 3′-UTR können verschiedene regulatorische Sequenzen liegen:
- Eine Polyadenylierungssignalsequenz, welche den Abbruch des Transkripts etwa 30 Nukleotide hinter dem Signal markiert, gefolgt von einigen hundert Adeninresten.
- Bindestellen für Proteine, welche die Stabilität oder den Transport der mRNA beeinflussen.
- Sequenzen, die eine Recodierung des Stopcodons für die Aminosäure Selenocystein ermöglichen (Secis).
- Bindestellen für miRNAs.